# Augusta (Missouri)
Augusta és una població dels Estats Units a l'estat de Missouri. Segons el cens del 2000 tenia 218 habitants.

## Demografia
Segons el cens del 2000, Augusta tenia 218 habitants, 102 habitatges, i 63 famílies. La densitat de població era de 323,7 habitants per km².
Dels 102 habitatges en un 15,7% hi vivien nens de menys de 18 anys, en un 47,1% hi vivien parelles casades, en un 10,8% dones solteres, i en un 37,3% no eren unitats familiars. En el 35,3% dels habitatges hi vivien persones soles el 14,7% de les quals corresponia a persones de 65 anys o més que vivien soles. El nombre mitjà de persones vivint en cada habitatge era de 2,14 i el nombre mitjà de persones que vivien en cada família era de 2,72.
Per edats la població es repartia de la següent manera: un 15,6% tenia menys de 18 anys, un 8,7% entre 18 i 24, un 25,2% entre 25 i 44, un 30,7% de 45 a 60 i un 19,7% 65 anys o més.
L'edat mediana era de 46 anys. Per cada 100 dones de 18 o més anys hi havia 85,9 homes.
La renda mediana per habitatge era de 35.000 $ i la renda mediana per família de 54.375 $. Els homes tenien una renda mediana de 32.500 $ mentre que les dones 24.375 $. La renda per capita de la població era de 21.065 $. Cap de les famílies i el 2,3% de la població estaven per davall del llindar de pobresa.

## Poblacions més properes
El següent diagrama mostra les poblacions més properes.